# Leptataspis insularis
Leptataspis insularis är en insektsart som beskrevs av Victor Lallemand 1927. Leptataspis insularis ingår i släktet Leptataspis och familjen spottstritar.
Artens utbredningsområde är Filippinerna. Inga underarter finns listade i Catalogue of Life.